# Фред Саблан
Фред Саблан (англ. Fred Sablan) (народився 28 квітня 1970 р.) — американський музикант, колишній бас-гітаристом гурту Marilyn Manson.

## Біографія
У 90-х грав у гурті Crack, який журналіст Тодд С. Іноуе назвав «купертинськими панк-нойз сюрреалістами». Потім Саблан взяв на себе роль басиста Butcher Holler та зробив внесок до їхньої платівки «I Heart Rock». Після цього гурт був на розігріві у Foo Fighters і через деякий час розпався.
У липні 2007 р. він став концертним гітаристом та басистом сайд-проєкту Джорді Вайта Goon Moon. З Вайтом Фреда познайомив колишній гітарист Nine Inch Nails Аарон Норт. У липні 2010 р. стало відомо, що Саблан долучився до гурту Marilyn Manson як басист. Саблан також має власний проєкт Birthday Twin.

## Дискографія
Crack
- 1995: «Puberty»
- 1997: «Losing One's Cool»

Butcher Holler
- 2003: «I Heart Rock»

Marilyn Manson
- 2012: Born Villain